# Hà Phương (ca sĩ)
Trần Thị Hà Phương (sinh ngày 31 tháng 3 năm 1972) thường được biết đến với nghệ danh Hà Phương, là một nữ ca sĩ người Mỹ gốc Việt thành danh với dòng nhạc trữ tình, quê hương.

## Tiểu sử
Hà Phương sinh năm 1972 tại Sài Gòn. Cô là em của ca sĩ Cẩm Ly và là chị của Minh Tuyết.

## Các tiết mục trình diễn trên sân khấu

### Trung tâm Asia
| STT | Tiết mục                                                                | Thể hiện với                                | Chương trình | Năm  |
| --- | ----------------------------------------------------------------------- | ------------------------------------------- | ------------ | ---- |
| 1   | Gái Xuân (Từ Vũ, Nguyễn Bính)                                           | đơn ca                                      | Asia 39      | 2003 |
| 2   | Xuân Miền Nam (Văn Phụng, Tuấn Nghĩa)                                   | Diệp Thanh Thanh                            | Asia 39      | 2003 |
| 3   | LK Rước Tình Về Với Quê Hương & Đám Cưới Trên Đường Quê (Hoàng Thi Thơ) | Mạnh Đình                                   | Asia 40      | 2003 |
| 4   | Hoa Mộc Lan (Ngọc Huyền Lan)                                            | Phượng Liên, Văn Chung, Đoàn Thy, Quốc Tuấn | Asia 41      | 2003 |
| 5   | Qua Cầu Gió Bay (Dân ca)                                                | đơn ca                                      | Asia 42      | 2004 |
| 6   | Lý Quạ Kêu (Dân ca)                                                     | đơn ca                                      | Asia 43      | 2004 |
| 7   | Ly Cafe Đầu Ngày                                                        | Thanh Phưong                                | Asia 44      | 2004 |
| 8   | Lý Cây Trúc (Dân ca)                                                    | Mạnh Đình                                   | Asia 45      | 2004 |

### Trung tâm Thuý Nga
| STT | Tiết mục                                                                             | Thể hiện với                                                                                    | Chương trình      | Năm  |
| --- | ------------------------------------------------------------------------------------ | ----------------------------------------------------------------------------------------------- | ----------------- | ---- |
| 1   | Khúc hát ân tình (Xuân Tiên)                                                         | Hạ Vy, Như Quỳnh, Minh Tuyết                                                                    | Paris By Night 83 | 2006 |
| 2   | Hương tóc mạ non (Thanh Sơn)                                                         | Quang Lê                                                                                        | Paris By Night 83 | 2006 |
| 3   | Sao Em Nỡ Vội Lấy Chồng (Trần Tiến)                                                  | Ngọc Liên, Tú Quyên, Minh Tuyết, Như Quỳnh, Loan Châu, Thanh Trúc, Hương Thủy                   | Paris By Night 84 | 2006 |
| 4   | Em đi trên cỏ non (Bắc Sơn)                                                          | Hương Thủy                                                                                      | Paris By Night 84 | 2006 |
| 5   | Ngày xuân tái ngộ (Thanh Sơn)                                                        | Mạnh Quỳnh                                                                                      | Paris By Night 85 | 2007 |
| 6   | LK Chiều Xuân, Thì Thầm Mùa Xuân (Ngọc Châu)                                         | Loan Châu, Hương Thủy, Tâm Đoan, Như Loan, Hồ Lệ Thu, Tú Quyên, Minh Tuyết, Thanh Trúc, Bảo Hân | Paris By Night 85 | 2007 |
| 7   | LK Nắng đẹp miền Nam & Khúc ca ngày mùa (Lam Phương)                                 | Hương Thủy                                                                                      | Paris By Night 88 | 2007 |
| 8   | Chuyện Ngày Thơ (Hồng Xương Long)                                                    | đơn ca                                                                                          | Paris By Night 89 | 2007 |
| 9   | LK Không bao giờ quên anh (Hoàng Trang) & Đừng nói xa nhau (Châu Kỳ, Hồ Đình Phương) | Mạnh Quỳnh                                                                                      | Paris By Night 92 | 2008 |
| 10  | LK Bẽ Bàng, Cô gái quê (Thái Thịnh)                                                  | Cẩm Ly, Minh Tuyết                                                                              | Paris By Night 92 | 2008 |
| 11  | Tôi Đi Giữa Đất Trời Âu (Hoàng Cầm, Uyên Chi)                                        | đơn ca                                                                                          | Paris By Night 93 | 2008 |
| 12  | Đừng Trách Sáo Sang Sông (Hồng Xương Long)                                           | đơn ca                                                                                          | Paris By Night 94 | 2008 |
| 13  | Thương Chị (Nhật Ngân)                                                               | Hương Thủy                                                                                      | Paris By Night 96 | 2009 |
| 14  | Bông Ô Môi (Sơn Hạ)                                                                  | Quang Lê                                                                                        | Paris By Night 98 | 2009 |
| 15  | Mời Anh Về Thăm Quê Em (Thùy Linh)                                                   | đơn ca                                                                                          | Paris By Night 99 | 2010 |

## Đời tư
Năm 2002, Hà Phương kết hôn với tỷ phú Chính Chu và có 2 người con.